# Ninjago
Ninjago (ang. Ninjago) wcześniej znany jako: Ninjago: Mistrzowie Spinjitzu (ang. Ninjago: Masters of Spinjitzu) – amerykańsko-duński serial animowany stworzony na podstawie serii zabawek o tym samym tytule, inspirowany folklorem Japonii.

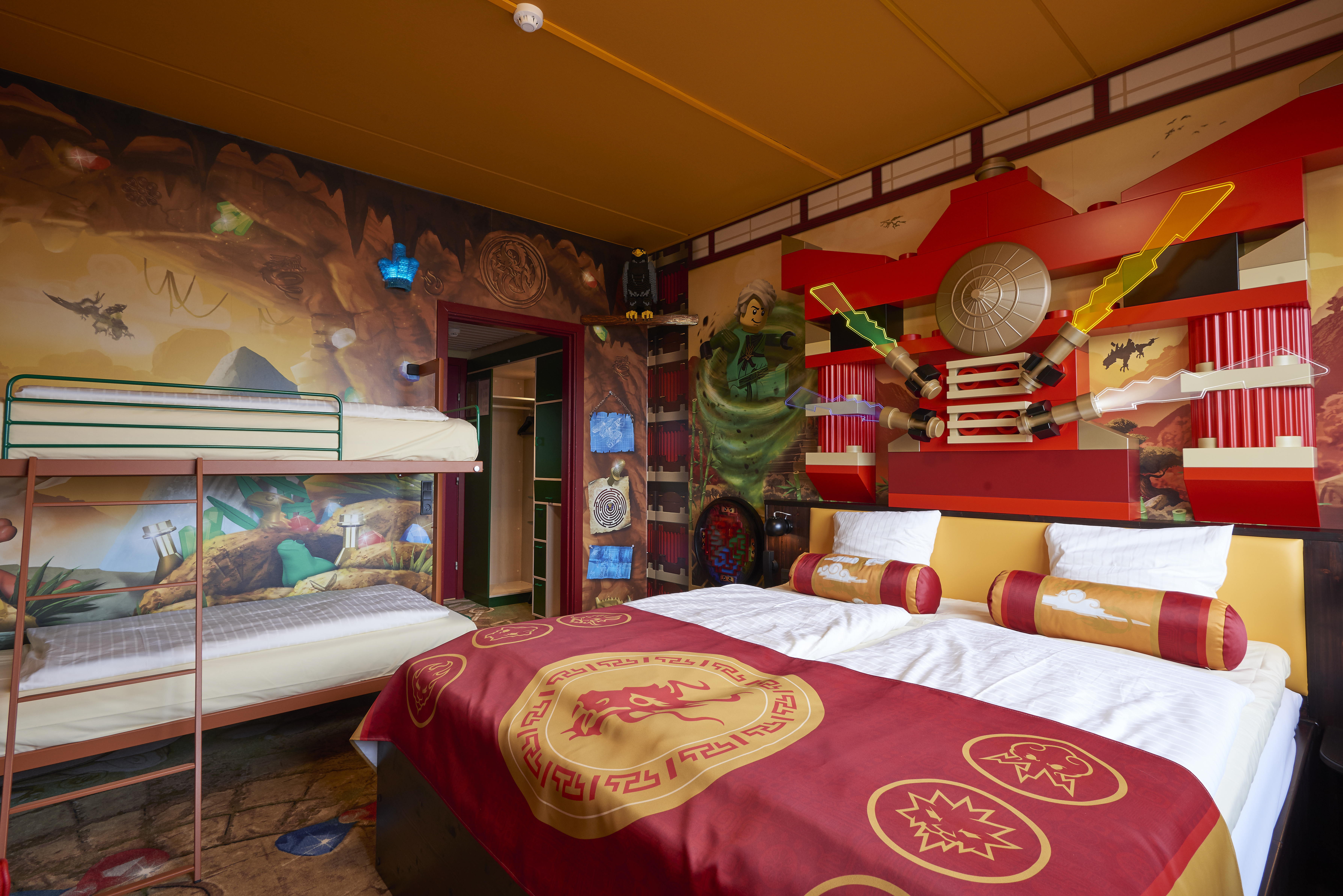
Pokój w hotelu w Legolandzie

Światowa premiera serialu miała miejsce 11 stycznia 2011 roku na antenie amerykańskiego Cartoon Network i duńskiego Nickelodeon. W Polsce pierwsza seria początkowo wydana została na DVD (7 września 2011). W telewizji serial zadebiutował 10 lutego 2012 na antenie teleTOON+, gdzie premierowo emitowano serie od pierwszej do trzeciej. Od serii czwartej emitowany jest na Cartoon Network Polska. 22 września 2017 roku odbyła się premiera filmu na temat fabuły Ninjago, jednak jest on niezwiązany z serialem, a poszczególne postacie różnią się wyglądem i charakterem.

## Odcinki
- Serial pierwszy raz pojawił się w Polsce na kanale TeleTOON+, następnie na TV4, potem na TV6, a następnie na Cartoon Network, gdzie premierowo wyemitowano odcinki pilotażowe oraz wszystkie sezony. Od 6 lipca 2021 serial zniknął z ramówki Cartoon Network, natomiast 1 września ponownie się pojawił. Na oficjalnym kanale YouTube grupy LEGO dostępne są do obejrzenia wszystkie sezony (z wyjątkiem pilotażowego) w języku polskim, a od czasu do czasu pojawiają się również transmisje na żywo z odcinkami.
- odcinki pilotażowe – 19 stycznia 2015 roku
- odcinki krótkometrażowe – nieemitowane
- odcinki pilotażowe (odc. 1-4) – 11 stycznia 2011 roku
- seria I (odc. 1-13) – 10 lutego 2012 roku
- seria II (odc. 14-26) – 20 września 2012 roku
- seria III (odc. 27-34) – 15 marca 2014 roku
- seria IV (odc. 35-44) – 9 marca 2015 roku
- seria V (odc. 45-54) – 22 czerwca 2015 roku
- seria VI (odc. 55-64) – 8 kwietnia 2016 roku
  - odcinki internetowe – 28 lipca 2016 roku
- odcinek specjalny – 31 października 2016 roku
  - odcinki internetowe – 15 sierpnia 2016 roku
- seria VII (odc. 65-74) – 1 maja 2017 roku
  - odcinki internetowe – 13 lipca 2017 roku
- seria VIII (odc. 75-84) – 30 kwietnia 2018 roku
- seria IX (odc. 85-94) – 11 listopada 2018 roku
- seria X (odc. 95-98) – 6 kwietnia 2019 roku
  - odcinki internetowe – 24 lutego 2019 roku
- seria XI (odc. 99-128) – 14 października 2019 roku
- seria XII (odc. 129-144) – 20 lipca 2020 roku
  - odcinki internetowe – 31 sierpnia 2020 roku
- seria XIII (odc. 145-160) – 3 października 2020 roku
- seria XIV (odc. 161-164) – 4 października 2021 roku
- seria XV (odc. 165-180) – 6 października 2021 roku
- odcinki specjalne (internetowe) – 16 lipca 2021 roku
- odcinki specjalne (internetowe) – 28 października 2022 roku
- seria XVI (odc. 181-210) – 31 października 2022 roku

### Spis odcinków
Odcinki ułożone zgodnie z premierą światową.
| Odcinek                                                    | Polski tytuł                              | Oryginalny tytuł                         | Polska premiera      | Światowa premiera    |
| ---------------------------------------------------------- | ----------------------------------------- | ---------------------------------------- | -------------------- | -------------------- |
| SEZON PILOTAŻOWY (2011)                                    |                                           |                                          |                      |                      |
| P1                                                         | Tajemnice ninja                           | Way of the Ninja                         | nieemitowane         | 14 stycznia 2011     |
| P2                                                         | Złota broń                                | The Golden Weapon                        | nieemitowane         | 14 stycznia 2011     |
| P3                                                         | Władca cieni                              | King of Shadows                          | nieemitowane         | 14 stycznia 2011     |
| P4                                                         | Broń przeznaczenia                        | Weapons of Destiny                       | nieemitowane         | 14 stycznia 2011     |
| MINIFILMY (2011)                                           |                                           |                                          |                      |                      |
| M1                                                         | Tajemnice Płatnerza                       | Secrets of the Blacksmith                | nieemitowane         | 11 lutego 2011       |
| M2                                                         | Lot smoka                                 | Flight of the Dragon Ninja               | nieemitowane         | 11 lutego 2011       |
| M3                                                         | Nowi mistrzowie Spinjitzu                 | The New Masters of Spinjitzu             | nieemitowane         | 11 lutego 2011       |
| M4                                                         | Władca Krainy Cieni                       | An Underworldly Takeover                 | nieemitowane         | 11 lutego 2011       |
| M5                                                         | Powrót do Świątyni Ognia                  | Return to the Fire Temple                | nieemitowane         | 11 lutego 2011       |
| M6                                                         | Pojedynek braci                           | Battle Between Brothers                  | nieemitowane         | 11 lutego 2011       |
| SEZON 1 – Rok węży (2011)                                  |                                           |                                          |                      |                      |
| 1                                                          | Atak węży                                 | Rise of the Snakes                       | 10 lutego 2012       | 2 grudnia 2011       |
| 2                                                          | Dom                                       | Home                                     | 10 lutego 2012       | 2 grudnia 2011       |
| 3                                                          | Ukąszeni                                  | Snakebit                                 | 10 lutego 2012       | 25 stycznia 2012     |
| 4                                                          | Nie ufaj wężom                            | Never Trust a Snake                      | 10 lutego 2012       | 1 lutego 2012        |
| 5                                                          | Węże na wolności                          | Can of Worms                             | 10 lutego 2012       | 8 lutego 2012        |
| 6                                                          | Król węży                                 | The Snake King                           | 10 lutego 2012       | 15 lutego 2012       |
| 7                                                          | Czas ucieka                               | Tick Tock                                | 10 lutego 2012       | 22 lutego 2012       |
| 8                                                          | Spotkanie z wężem                         | Once Bitten, Twice Shy                   | 18 lutego 2012       | 7 marca 2012         |
| 9                                                          | Kowale melodii                            | The Royal Blacksmiths                    | 5 maja 2012          | 14 marca 2012        |
| 10                                                         | Zielony ninja                             | The Green Ninja                          | 6 maja 2012          | 21 marca 2012        |
| 11                                                         | Wszystko i nic                            | All of Nothing                           | 12 maja 2012         | 28 marca 2012        |
| 12                                                         | Przebudzenie Pożeracza Światów            | The Rise of the Great Devourer           | 12 maja 2012         | 4 kwietnia 2012      |
| 13                                                         | Dzień Pożeracza Światów                   | Day of the Great Devourer                | 12 maja 2012         | 11 kwietnia 2012     |
| SEZON 2 – Rok węży. Przygoda trwa (2012)                   |                                           |                                          |                      |                      |
| 14                                                         | Atak ciemności                            | Darkness Shall Rise                      | 20 września 2012     | 18 lipca 2012        |
| 15                                                         | Piraci kontra ninja                       | Pirates vs. Ninja                        | 21 września 2012     | 25 lipca 2012        |
| 16                                                         | Atak sobowtórów                           | Double Trouble                           | 22 września 2012     | 1 sierpnia 2012      |
| 17                                                         | Wyścig Wojowników                         | Ninjaball Run                            | 23 września 2012     | 8 sierpnia 2012      |
| 18                                                         | Dziecinada                                | Child's Play                             | 7 grudnia 2012       | 15 sierpnia 2012     |
| 19                                                         | W złym miejscu o niewłaściwym czasie      | Wrong Place, Wrong Time                  | 8 grudnia 2012       | 22 sierpnia 2012     |
| 20                                                         | Armia z Kamienia                          | The Stone Army                           | 9 grudnia 2012       | 3 października 2012  |
| 21                                                         | Dzień, w którym zatrzymało się Ninjago    | The Day Ninjago Stood Still              | 10 grudnia 2012      | 10 października 2012 |
| 22                                                         | Ostatnia podróż                           | The Last Voyage                          | 11 grudnia 2012      | 17 października 2012 |
| 23                                                         | Wyspa Ciemności                           | Island of Darkness                       | 12 stycznia 2013     | 24 października 2012 |
| 24                                                         | Ostatnia nadzieja                         | The Last Hope                            | 12 stycznia 2013     | 7 listopada 2012     |
| 25                                                         | Powrót Mrocznego Władcy                   | Return of the Overlord                   | 12 stycznia 2013     | 14 listopada 2012    |
| 26                                                         | Wejście Mistrza                           | Rise of the Spinjitzu Master             | 12 stycznia 2013     | 21 listopada 2012    |
| SEZON 3 – Reaktywacja (2014)                               |                                           |                                          |                      |                      |
| 27                                                         | Spięcie                                   | The Surge                                | 15 marca 2014        | 29 stycznia 2014     |
| 28                                                         | Droga Milczącej Pięści                    | The Art of the Silent Fist               | 15 marca 2014        | 29 stycznia 2014     |
| 29                                                         | Zanik mocy                                | Blackout                                 | 24 maja 2014         | 16 kwietnia 2014     |
| 30                                                         | Klątwa Złotego Władcy                     | The Curse of the Golden Master           | 24 maja 2014         | 16 kwietnia 2014     |
| 31                                                         | Starcie w Cyberświecie                    | Enter the Digiverse                      | 24 maja 2014         | 13 lipca 2014        |
| 32                                                         | Operacja: Arkturus                        | Codename: Arcturus                       | 12 lipca 2014        | 13 lipca 2014        |
| 33                                                         | W otchłani                                | The Void                                 | 12 lipca 2014        | 26 listopada 2014    |
| 34                                                         | Tytanowy ninja                            | The Titanium Ninja                       | 12 lipca 2014        | 26 listopada 2014    |
| SEZON 4 – Turniej żywiołów (2015)                          |                                           |                                          |                      |                      |
| 35                                                         | Zaproszenie                               | The Invitation                           | 9 marca 2015         | 23 lutego 2015       |
| 36                                                         | Tylko jeden zwycięży                      | Only One Can Remain                      | 10 marca 2015        | 2 marca 2015         |
| 37                                                         | Przeciwnicy                               | Versus                                   | 11 marca 2015        | 9 marca 2015         |
| 38                                                         | Pojedynek na rolkach                      | Ninja Roll                               | 12 marca 2015        | 16 marca 2015        |
| 39                                                         | Szpiedzy są wśród nas                     | Spy for a Spy                            | 13 marca 2015        | 23 marca 2015        |
| 40                                                         | Zaklęcie                                  | Spellbound                               | 16 marca 2015        | 30 marca 2015        |
| 41                                                         | Ostatni element                           | The Forgotten Element                    | 17 marca 2015        | 31 marca 2015        |
| 42                                                         | Dzień Smoka                               | The Day of the Dragon                    | 18 marca 2015        | 1 kwietnia 2015      |
| 43                                                         | Najgorszy koszmar                         | The Greatest Fear of All                 | 19 marca 2015        | 2 kwietnia 2015      |
| 44                                                         | Wąwóz Wielkich                            | The Corridor of Elders                   | 20 marca 2015        | 3 kwietnia 2015      |
| SEZON 5 – Opętanie (2015)                                  |                                           |                                          |                      |                      |
| 45                                                         | Wiatry zmian                              | Winds of Change                          | 22 czerwca 2015      | 29 czerwca 2015      |
| 46                                                         | Opowieści o duchach                       | Ghost Story                              | 23 czerwca 2015      | 30 czerwca 2015      |
| 47                                                         | Co nas nie zabije, to nas wzmocni         | Stiix and Stones                         | 24 czerwca 2015      | 1 lipca 2015         |
| 48                                                         | Nawiedzona świątynia                      | The Temple on Haunted Hill               | 25 czerwca 2015      | 2 lipca 2015         |
| 49                                                         | Ciuciubabka                               | Peak-a-Boo                               | 26 czerwca 2015      | 3 lipca 2015         |
| 50                                                         | Królestwo Chmur                           | Kingdom Come                             | 29 czerwca 2015      | 6 lipca 2015         |
| 51                                                         | Kręte ścieżki losu                        | The Crooked Path                         | 30 czerwca 2015      | 7 lipca 2015         |
| 52                                                         | Grobowiec losu                            | Grave Danger                             | 25 lipca 2015        | 8 lipca 2015         |
| 53                                                         | Świat nad przepaścią                      | Curseworld                               | 25 lipca 2015        | 9 lipca 2015         |
| 54                                                         | Świat nad przepaścią                      | Curseworld                               | 25 lipca 2015        | 10 lipca 2015        |
| SERIA INTERNETOWA – Niesłychane historie (2016)            |                                           |                                          |                      |                      |
| S1 – 01                                                    | Niesłychana historia Flintlocke'a         | The Tall Tale of Flintlocke              | 28 lipca 2016        | 17 lutego 2016       |
| S1 – 02                                                    | Niesłychana historia Clanceego            | The Tall Tale of Clancee                 | 6 sierpnia 2016      | 28 lutego 2016       |
| S1 – 03                                                    | Niesłychana historia Doubloona            | The Tall Tale of Doubloon                | 30 lipca 2016        | 14 marca 2016        |
| S1 – 04                                                    | Niesłychana historia Psiej Kostki         | The Tall Tale of Dogshank                | 13 sierpnia 2016     | 2 kwietnia 2016      |
| S1 – 05                                                    | Niesłychana historia Małpiego Klucza      | The Tall Tale of Monkey Wretch           | 27 sierpnia 2016     | 20 kwietnia 2016     |
| S1 – 06                                                    | Niezwykła historia Squiffiego i Bucko     | The Tall Tale of Squiffy and Bucko       | 20 sierpnia 2016     | 25 kwietnia 2016     |
| SEZON 6 – Podniebni piraci (2016)                          |                                           |                                          |                      |                      |
| 55                                                         | Niechęć                                   | Infamous                                 | 8 kwietnia 2016      | 24 marca 2016        |
| 56                                                         | Wróg publiczny numer jeden                | Public Enemy Number One                  | 8 kwietnia 2016      | 16 czerwca 2016      |
| 57                                                         | W niewoli                                 | Enkrypted                                | 15 kwietnia 2016     | 23 czerwca 2016      |
| 58                                                         | Powrót Twierdzy Nieszczęścia              | Misfortune Rising                        | 15 kwietnia 2016     | 30 czerwca 2016      |
| 59                                                         | Na własne życzenie                        | On a Wish and a Prayer                   | 22 kwietnia 2016     | 11 lipca 2016        |
| 60                                                         | Kolacja z Nadakhanem                      | My Dinner with Nadakhan                  | 22 kwietnia 2016     | 12 lipca 2016        |
| 61                                                         | Czary-mary                                | Wishmasters                              | 29 kwietnia 2016     | 13 lipca 2016        |
| 62                                                         | Ostatnia deska ratunku                    | The Last Resort                          | 29 kwietnia 2016     | 14 lipca 2016        |
| 63                                                         | Operacja ziemia-powietrze                 | Operation Land Ho!                       | 6 maja 2016          | 15 lipca 2016        |
| 64                                                         | Ostatnie życzenie                         | The Way Back                             | 6 maja 2016          | 15 lipca 2016        |
| SERIA INTERNETOWA – Przedstawiamy łotra (2016)             |                                           |                                          |                      |                      |
| S2 – 01                                                    | Historia Samukaia                         | The Story of Samukai                     | 15 sierpnia 2016     | 16 czerwca 2016      |
| S2 – 02                                                    | Historia Pythora                          | The Story of Pythor                      | 4 listopada 2016     | 21 czerwca 2016      |
| S2 – 03                                                    | Historia Kozu                             | The Story of Kozu                        | 22 sierpnia 2016     | 30 czerwca 2016      |
| S2 – 04                                                    | Historia Mistrza Chena                    | The Story of Master Chen                 | 12 października 2016 | 14 lipca 2016        |
| S2 – 05                                                    | Historia Morro                            | The Story of Morro                       | 26 października 2016 | 21 lipca 2016        |
| S2 – 06                                                    | Historia Cryptora                         | The Story of Cryptor                     | 20 października 2016 | 18 października 2016 |
| ODCINEK SPECJALNY (2016)                                   |                                           |                                          |                      |                      |
| -                                                          | Święto Umarłych                           | Day of the Departed                      | 31 października 2016 | 29 października 2016 |
| SEZON 7 – Władcy czasu (2017)                              |                                           |                                          |                      |                      |
| 65                                                         | Władcy czasu                              | The Hands of Time                        | 1 maja 2017          | 15 maja 2017         |
| 66                                                         | Początki                                  | The Hatching                             | 2 maja 2017          | 16 maja 2017         |
| 67                                                         | Czas zdrajców                             | A Time of Traitors                       | 3 maja 2017          | 17 maja 2017         |
| 68                                                         | Drapieżniki                               | Scavengers                               | 4 maja 2017          | 18 maja 2017         |
| 69                                                         | Przewaga                                  | A Line in the Sand                       | 5 maja 2017          | 19 maja 2017         |
| 70                                                         | Atak                                      | The Attack                               | 8 maja 2017          | 22 maja 2017         |
| 71                                                         | Sekrety wychodzą na jaw                   | Secrets Discovered                       | 9 maja 2017          | 23 maja 2017         |
| 72                                                         | Akcja się zagęszcza                       | Pause and Effect                         | 10 maja 2017         | 24 maja 2017         |
| 73                                                         | Powrót do korzeni                         | Out of the Fire and Into the Boiling Sea | 11 maja 2017         | 25 maja 2017         |
| 74                                                         | Zagubieni w czasie                        | Lost in Time                             | 12 maja 2017         | 26 maja 2017         |
| SERIA INTERNETOWA – Herbatki Wu (2017)                     |                                           |                                          |                      |                      |
| S3 – 01                                                    | Tajne herbatki                            | Secret Teas                              | 25 lipca 2017        | 13 lipca 2017        |
| S3 – 02                                                    | Zakręcone szyldy                          | Spinny Sign                              | 25 lipca 2017        | 13 lipca 2017        |
| S3 – 03                                                    | Wieczór z muzyką – część 1                | Music Night - Part 1                     | 25 lipca 2017        | 13 lipca 2017        |
| S3 – 04                                                    | Wieczór z muzyką – część 2                | Music Night - Part 2                     | 25 lipca 2017        | 13 lipca 2017        |
| S3 – 05                                                    | Imiona                                    | Names                                    | 25 lipca 2017        | 13 lipca 2017        |
| S3 – 06                                                    | Żartownisie                               | Funny Guys                               | 25 lipca 2017        | 13 lipca 2017        |
| S3 – 07                                                    | Kontrola                                  | Inspection Day                           | 25 lipca 2017        | 13 lipca 2017        |
| S3 – 08                                                    | Panda-monium                              | Panda-monium                             | 25 lipca 2017        | 13 lipca 2017        |
| S3 – 09                                                    | Zdalnie sterowany Zane                    | Remote Control Zane                      | 25 lipca 2017        | 13 lipca 2017        |
| S3 – 10                                                    | Czajniczek trojański                      | Trojan Tea Kettle                        | 25 lipca 2017        | 13 lipca 2017        |
| S3 – 11                                                    | Tajemniczy kurz                           | Mystery Dust                             | 25 lipca 2017        | 13 lipca 2017        |
| S3 – 12                                                    | Spokojny Kai                              | Cool-Headed Kai                          | 25 lipca 2017        | 13 lipca 2017        |
| S3 – 13                                                    | Zane w przebraniu                         | Undercover Zane                          | 25 lipca 2017        | 13 lipca 2017        |
| S3 – 14                                                    | Spóźnienie Lloyda                         | Lloyd's Late                             | 25 lipca 2017        | 13 lipca 2017        |
| S3 – 15                                                    | Monitoring                                | Steep Surveillance                       | 25 lipca 2017        | 13 lipca 2017        |
| S3 – 16                                                    | Rzut monetą                               | The Coin Toss                            | 25 lipca 2017        | 13 lipca 2017        |
| S3 – 17                                                    | Mural Nyi                                 | Nya's Mural                              | 25 lipca 2017        | 13 lipca 2017        |
| S3 – 18                                                    | Gra w szachy z Zane'em                    | Zaney Chess Game                         | 25 lipca 2017        | 13 lipca 2017        |
| S3 – 19                                                    | Test smaku                                | The Taste Test                           | 25 lipca 2017        | 13 lipca 2017        |
| S3 – 20                                                    | Piękna przyjaźń                           | A Beautiful Friendship                   | 25 lipca 2017        | 13 lipca 2017        |
| SEZON 8 – Synowie Garmadona (2018)                         |                                           |                                          |                      |                      |
| 75                                                         | Maska Iluzji                              | The Mask of Deception                    | 30 kwietnia 2018     | 20 stycznia 2018     |
| 76                                                         | Jadeitowa Księżniczka                     | The Jade Princess                        | 1 maja 2018          | 27 stycznia 2018     |
| 77                                                         | Oni i Smok                                | The Oni and the Dragon                   | 2 maja 2018          | 3 lutego 2018        |
| 78                                                         | Wężowy Jaguar                             | Snake Jaguar                             | 3 maja 2018          | 10 lutego 2018       |
| 79                                                         | Sztorm Umarlaka                           | Dead Man's Squall                        | 4 maja 2018          | 17 lutego 2018       |
| 80                                                         | Cisza                                     | The Quiet One                            | 7 maja 2018          | 24 lutego 2018       |
| 81                                                         | Gra o maski                               | Game of Masks                            | 8 maja 2018          | 3 marca 2018         |
| 82                                                         | Ceremonia                                 | Dread On Arrival                         | 9 maja 2018          | 10 marca 2018        |
| 83                                                         | Prawdziwy potencjał                       | True Potential                           | 10 maja 2018         | 17 marca 2018        |
| 84                                                         | Wielkie kłopoty w niewielkim Ninjago      | Big Trouble, Little Ninjago              | 11 maja 2018         | 24 marca 2018        |
| SEZON 9 – Obława (2018)                                    |                                           |                                          |                      |                      |
| 85                                                         | Pramatka                                  | Firstbourne                              | 4 listopada 2018     | 30 czerwca 2018      |
| 86                                                         | Żelazo i kamień                           | Iron & Stone                             | 4 listopada 2018     | 5 lipca 2018         |
| 87                                                         | Orędownicy wolności                       | Radio Free Ninjago                       | 4 listopada 2018     | 6 lipca 2018         |
| 88                                                         | Jak zbudować smoka                        | How to Build a Dragon                    | 4 listopada 2018     | 10 lipca 2018        |
| 89                                                         | Złotym szlakiem                           | The Gilded Path                          | 4 listopada 2018     | 11 lipca 2018        |
| 90                                                         | Dwa kłamstwa, jedna prawda                | Two Lies, One Truth                      | 11 listopada 2018    | 12 lipca 2018        |
| 91                                                         | Najsłabsze ogniwo                         | The Weakest Link                         | 11 listopada 2018    | 13 lipca 2018        |
| 92                                                         | Odzyskać wiarę                            | Saving Faith                             | 11 listopada 2018    | 17 lipca 2018        |
| 93                                                         | Szkoła życia                              | Lessons for a Master                     | 11 listopada 2018    | 18 lipca 2018        |
| 94                                                         | Przeznaczenie                             | Green Destiny                            | 11 listopada 2018    | 19 lipca 2018        |
| SERIA INTERNETOWA – Opowieści z Klasztoru Spinjitzu (2018) |                                           |                                          |                      |                      |
| S4 – 01                                                    | Mistrzowska lekcja                        | Master Class                             | 24 lutego 2019       | 19 grudnia 2018      |
| S4 – 02                                                    | Zieleń i złoto                            | Green and Gold                           | 21 lutego 2019       | 19 grudnia 2018      |
| S4 – 03                                                    | Weekendowy pogromca                       | The Weekend Drill                        | 20 lutego 2019       | 19 grudnia 2018      |
| S4 – 04                                                    | Jeźdźcy żywiołów                          | Elemental Rider                          | 22 lutego 2019       | 19 grudnia 2018      |
| S4 – 05                                                    | Niebieska błyskawica                      | Blue Lightning                           | 23 lutego 2019       | 19 grudnia 2018      |
| S4 – 06                                                    | Samuraj X-tremalny                        | Samurai X-Treme                          | 25 lutego 2019       | 19 grudnia 2018      |
| SEZON 10 – Inwazja Oni (2019)                              |                                           |                                          |                      |                      |
| 95                                                         | Siły ciemności nadchodzą                  | The Darkness Comes                       | 6 kwietnia 2019      | 19 stycznia 2019     |
| 96                                                         | W otchłań ciemności                       | Into The Breach                          | 6 kwietnia 2019      | 26 stycznia 2019     |
| 97                                                         | Upadek                                    | The Fall                                 | 7 kwietnia 2019      | 2 lutego 2019        |
| 98                                                         | Pożegnanie                                | Endings                                  | 7 kwietnia 2019      | 9 lutego 2019        |
| SEZON 11 – Sekrety Zakazanego Spinjitzu (2019)             |                                           |                                          |                      |                      |
| 99                                                         | Zagubiony potencjał                       | Wasted True Potential                    | 14 października 2019 | 1 czerwca 2019       |
| 100                                                        | W poszukiwaniu przygody                   | Questing for Quests                      | 14 października 2019 | 1 czerwca 2019       |
| 101                                                        | Trudne początki                           | A Rocky Start                            | 15 października 2019 | 2 czerwca 2019       |
| 102                                                        | W potrzasku                               | The Belly of the Beast                   | 15 października 2019 | 2 czerwca 2019       |
| 103                                                        | Pułapki i jak sobie z nimi radzić         | Boobytraps and How to Survive Them       | 16 października 2019 | 8 czerwca 2019       |
| 104                                                        | Wiadomości są najważniejsze               | The News Never Sleeps!                   | 16 października 2019 | 8 czerwca 2019       |
| 105                                                        | Ninja kontra lawa                         | Ninja vs Lava                            | 17 października 2019 | 9 czerwca 2019       |
| 106                                                        | Wężokalipsa                               | Snaketastrophy                           | 17 października 2019 | 9 czerwca 2019       |
| 107                                                        | Słabość                                   | Powerless                                | 18 października 2019 | 20 lipca 2019        |
| 108                                                        | Zamierzchłe dzieje                        | Ancient History                          | 18 października 2019 | 20 lipca 2019        |
| 109                                                        | Nigdy nie ufaj człowiekowi                | Never Trust a Human                      | 21 października 2019 | 27 lipca 2019        |
| 110                                                        | Pułapka                                   | Under Siege                              | 21 października 2019 | 27 lipca 2019        |
| 111                                                        | Klub Podróżnika                           | The Explorers Club                       | 22 października 2019 | 3 sierpnia 2018      |
| 112                                                        | Zemsta będzie moja!                       | Vengeance is Mine!                       | 22 października 2019 | 3 sierpnia 2018      |
| 113                                                        | Chłodne pożegnanie                        | A Cold Goodbye                           | 23 października 2019 | 10 sierpnia 2018     |
| 114                                                        | Kraina Nigdy                              | The Never-Realm                          | 13 stycznia 2020     | 14 grudnia 2019      |
| 115                                                        | Ogniotwórca                               | Fire Maker                               | 13 stycznia 2020     | 14 grudnia 2019      |
| 116                                                        | Nieoczekiwany sprzymierzeniec             | An Unlikely Ally                         | 13 stycznia 2020     | 21 grudnia 2019      |
| 117                                                        | Najgorszy ninja                           | The Absolute Worst                       | 13 stycznia 2020     | 21 grudnia 2019      |
| 118                                                        | Wiadomość                                 | The Message                              | 14 stycznia 2020     | 28 grudnia 2019      |
| 119                                                        | Drzewo Podróżnika                         | The Traveler's Tree                      | 14 stycznia 2020     | 28 grudnia 2019      |
| 120                                                        | Historia Kraga                            | Krag's Lament                            | 14 stycznia 2020     | 4 stycznia 2020      |
| 121                                                        | Sekret wilka                              | Secret of the Wolf                       | 14 stycznia 2020     | 4 stycznia 2020      |
| 122                                                        | Ostatnia z Formlingów                     | The Last of the Formlings                | 15 stycznia 2020     | 11 stycznia 2020     |
| 123                                                        | Mój przyjaciel, mój wróg                  | My Enemy, My Friend                      | 15 stycznia 2020     | 11 stycznia 2020     |
| 124                                                        | Protokół Kaiju                            | The Kaiju Protocol                       | 15 stycznia 2020     | 18 stycznia 2020     |
| 125                                                        | Korupcja                                  | Corruption                               | 15 stycznia 2020     | 18 stycznia 2020     |
| 126                                                        | Resztki nadziei                           | A Fragile Hope                           | 16 stycznia 2020     | 25 stycznia 2020     |
| 127                                                        | Raz na zawsze                             | Once and for All                         | 16 stycznia 2020     | 25 stycznia 2020     |
| 128                                                        | Przebudzenie                              | Awakenings                               | 16 stycznia 2020     | 1 lutego 2020        |
| SERIA INTERNETOWA – Prime Empire Original Shorts (2020)    |                                           |                                          |                      |                      |
| S5 – 01                                                    | Zatańczmy                                 | Let's Dance                              | 31 sierpnia 2020     | 7 stycznia 2020      |
| S5 – 02                                                    | Modernizacja                              | Upgrade                                  | 31 sierpnia 2020     | 13 stycznia 2020     |
| S5 – 03                                                    | Znaczenie zwycięstwa                      | The Meaning of Victory                   | 1 września 2020      | 28 lutego 2020       |
| S5 – 04                                                    | Gapowicz                                  | Stowaway                                 | 2 września 2020      | 2 marca 2020         |
| S5 – 05                                                    | Obława                                    | Manhunt                                  | 2 września 2020      | 3 marca 2020         |
| S5 – 06                                                    | Gayle Plotkara: Bliskie spojrzenie        | Gayle Gossip: A Closer Look              | 1 września 2020      | 21 kwietnia 2020     |
| SEZON 12 – Wspaniałe Imperium (2020)                       |                                           |                                          |                      |                      |
| 129                                                        | Czy chcesz wejść do Wspaniałego Imperium? | Would You Like to Enter Prime Empire?    | 20 lipca 2020        | 4 kwietnia 2020      |
| 130                                                        | Wyspa Dyera                               | Dyer Island                              | 20 lipca 2020        | 4 kwietnia 2020      |
| 131                                                        | Poziom trzynasty                          | Level Thirteen                           | 21 lipca 2020        | 5 kwietnia 2020      |
| 132                                                        | Jay Supergwiazda                          | Superstar Rockin' Jay                    | 21 lipca 2020        | 5 kwietnia 2020      |
| 133                                                        | Jestem Okino                              | I am Okino                               | 22 lipca 2020        | 11 kwietnia 2020     |
| 134                                                        | Usterka                                   | The Glitch                               | 22 lipca 2020        | 11 kwietnia 2020     |
| 135                                                        | Klify Histerii                            | The Cliffs of Hysteria                   | 23 lipca 2020        | 12 kwietnia 2020     |
| 136                                                        | Labirynt Czerwonego Smoka                 | The Maze of the Red Dragon               | 23 lipca 2020        | 12 kwietnia 2020     |
| 137                                                        | Krok w przód, dwa kroki w tył             | One Step Forward, Two Steps Back         | 24 lipca 2020        | 18 kwietnia 2020     |
| 138                                                        | Numer Siedem                              | Racer Seven                              | 24 lipca 2020        | 18 kwietnia 2020     |
| 139                                                        | Speedway Pięć Miliardów                   | The Speedway Five-Billion                | 25 lipca 2020        | 19 kwietnia 2020     |
| 140                                                        | Powrót do klasyki                         | Stop, Drop and Side Scroll               | 25 lipca 2020        | 19 kwietnia 2020     |
| 141                                                        | Ściśle tajne                              | Ninjago Confidential                     | 26 lipca 2020        | 25 kwietnia 2020     |
| 142                                                        | Marnotrawny ojciec                        | The Prodigal Father                      | 26 lipca 2020        | 25 kwietnia 2020     |
| 143                                                        | Świątynia Szaleństwa                      | The Temple of Madness                    | 27 lipca 2020        | 26 kwietnia 2020     |
| 144                                                        | Koniec gry                                | Game Over                                | 27 lipca 2020        | 26 kwietnia 2020     |
| SEZON 13 – Władca Gór (2020)                               |                                           |                                          |                      |                      |
| 145                                                        | Shintaro                                  | Shintaro                                 | 3 października 2020  | 13 września 2020     |
| 146                                                        | W stronę ciemności                        | Into the Dark                            | 3 października 2020  | 13 września 2020     |
| 147                                                        | Najgorszy ratunek w historii              | The Worst Rescue Ever                    | 4 października 2020  | 20 września 2020     |
| 148                                                        | Dwa ostrza                                | The Two Blades                           | 4 października 2020  | 20 września 2020     |
| 149                                                        | Królowa Matołów                           | Queen of the Munce                       | 10 października 2020 | 27 września 2020     |
| 150                                                        | Sąd kopalrożca                            | Trial by Mino                            | 10 października 2020 | 27 września 2020     |
| 151                                                        | Czaszkoksiężnik                           | The Skull Sorcerer                       | 11 października 2020 | 4 października 2020  |
| 152                                                        | Prawdziwy upadek                          | The Real Fall                            | 11 października 2020 | 4 października 2020  |
| 153                                                        | Podziemny sojusz                          | Dungeon Party!                           | 17 października 2020 | 11 października 2020 |
| 154                                                        | Podziemny szlak                           | Dungeon Crawl!                           | 17 października 2020 | 11 października 2020 |
| 155                                                        | Gładziciel                                | Grief-Bringer                            | 18 października 2020 | 18 października 2020 |
| 156                                                        | Mistrzowie nigdy się nie poddają          | Masters Never Quit                       | 18 października 2020 | 18 października 2020 |
| 157                                                        | Najczarniejsza godzina                    | The Darkest Hour                         | 24 października 2020 | 25 października 2020 |
| 158                                                        | Wspinaczka                                | The Ascent                               | 24 października 2020 | 25 października 2020 |
| 159                                                        | Wyniesieni kontratakują                   | The Upply Strike Back!                   | 25 października 2020 | 25 października 2020 |
| 160                                                        | Syn Lilly                                 | The Son of Lilly                         | 25 października 2020 | 25 października 2020 |
| SEZON 14 – Wyspa (2021)                                    |                                           |                                          |                      |                      |
| 161                                                        | Niezbadana wyspa                          | Uncharted                                | 4 października 2021  | 27 lutego 2021       |
| 162                                                        | Strażnicy Amuletu                         | The Keepers of the Amulet                | 4 października 2021  | 27 lutego 2021       |
| 163                                                        | Dar Jaya                                  | The Gift of Jay                          | 5 października 2021  | 27 lutego 2021       |
| 164                                                        | Ząb Wojiry                                | The Tooth of Wojira                      | 5 października 2021  | 27 lutego 2021       |
| SEZON 15 – Sekret głębin (2021)                            |                                           |                                          |                      |                      |
| 165                                                        | Wielki Plusk                              | A Big Splash                             | 6 października 2021  | 30 marca 2021        |
| 166                                                        | Zew z głębiny                             | The Call of the Deep                     | 6 października 2021  | 30 marca 2021        |
| 167                                                        | Niezatapialna                             | Unsinkable                               | 7 października 2021  | 30 marca 2021        |
| 168                                                        | Pięć tysięcy sążni głębiej                | Five Thousand Fathoms Down               | 7 października 2021  | 11 kwietnia 2021     |
| 169                                                        | Gniew Kalmaara                            | The Wrath of Kalmaar                     | 8 października 2021  | 18 kwietnia 2021     |
| 170                                                        | Niech żyje król                           | Long Live the King                       | 8 października 2021  | 18 kwietnia 2021     |
| 171                                                        | Ucieczka z Merlopii                       | Escape from Merlopia                     | 11 października 2021 | 25 kwietnia 2021     |
| 172                                                        | Opowieść Benthomaara                      | The Tale of Benthomaar                   | 11 października 2021 | 25 kwietnia 2021     |
| 173                                                        | Amulet Burzy                              | The Storm Amulet                         | 12 października 2021 | 27 kwietnia 2021     |
| 174                                                        | Zagadka Sfinksa                           | Riddle of the Sphinx                     | 12 października 2021 | 27 kwietnia 2021     |
| 175                                                        | Gazeciarka                                | Papergirl                                | 13 października 2021 | 28 kwietnia 2021     |
| 176                                                        | Władca Mórz                               | Master of the Sea                        | 13 października 2021 | 28 kwietnia 2021     |
| 177                                                        | Cisza Przed Burzą                         | The Calm Before the Storm                | 14 października 2021 | 29 kwietnia 2021     |
| 178                                                        | Napad na Miasto Ninjago                   | Assault on Ninjago City                  | 14 października 2021 | 29 kwietnia 2021     |
| 179                                                        | Nyad                                      | Nyad                                     | 15 października 2021 | 30 kwietnia 2021     |
| 180                                                        | Zwrot akcji                               | The Turn of the Tide                     | 15 października 2021 | 30 kwietnia 2021     |
| SERIA INTERNETOWA – Nowe oblicze (2021)                    |                                           |                                          |                      |                      |
| S6 – 01                                                    | Złota Legenda                             | Golden Legend                            | 16 lipca 2021        | 23 kwietnia 2021     |
| S6 – 02                                                    | Gorączka złota                            | Gold Rush                                | 16 lipca 2021        | 30 kwietnia 2021     |
| S6 – 03                                                    | Dzień z życia Złotego Ninja               | A Day in the Life of a Golden Ninja      | 16 lipca 2021        | 7 maja 2021          |
| S6 – 04                                                    | W rytm złotych przebojów                  | Sweatin’ to the Goldies                  | 16 lipca 2021        | 14 maja 2021         |
| S6 – 05                                                    | Złota Godzina                             | Golden Hour                              | 16 lipca 2021        | 21 maja 2021         |
| SERIA INTERNETOWA – Cnoty Spinjitzu (2022)                 |                                           |                                          |                      |                      |
| S7 – 01                                                    | Ciekawość                                 | Curiosity                                | 28 października 2022 | 11 stycznia 2022     |
| S7 – 02                                                    | Równowaga                                 | Balance                                  | 29 października 2022 | 18 stycznia 2022     |
| S7 – 03                                                    | Mądrość                                   | Wisdom                                   | 30 października 2022 | 25 stycznia 2022     |
| S7 – 04                                                    | Uczciwość                                 | Honesty                                  | 4 listopada 2022     | 1 lutego 2022        |
| S7 – 05                                                    | Hojność                                   | Generosity                               | 5 listopada 2022     | 8 lutego 2022        |
| S7 – 06                                                    | Odwaga                                    | Courage                                  | 11 sierpnia 2023     | 15 lutego 2022       |
| SEZON 16 – Skrystalizowani (2022)                          |                                           |                                          |                      |                      |
| Część 1                                                    |                                           |                                          |                      |                      |
| 181                                                        | Pożegnanie z oceanem                      | Farewell The Sea                         | 31 października 2022 | 20 maja 2022         |
| 182                                                        | Tęsknota za domem                         | The Call of Home                         | 31 października 2022 | 20 maja 2022         |
| 183                                                        | Kształt Nyi                               | The Shape of Nya                         | 1 listopada 2022     | 20 maja 2022         |
| 184                                                        | Problem z burmistrzem                     | A Mayor Problem                          | 1 listopada 2022     | 20 maja 2022         |
| 185                                                        | Wrogowie publiczni 1, 2, 3, 4 i 5         | Public Enemy 1, 2, 3, 4, 5               | 2 listopada 2022     | 20 maja 2022         |
| 186                                                        | Bolesna obietnica                         | A Painful Promise                        | 2 listopada 2022     | 20 maja 2022         |
| 187                                                        | Miasto Ninjago kontra Ninja               | Ninjago City vs Ninja                    | 3 listopada 2022     | 20 maja 2022         |
| 188                                                        | Więzienny blues                           | Kryptarium Prison Blues                  | 3 listopada 2022     | 20 maja 2022         |
| 189                                                        | Hounddog McBrag                           | Hounddog McBrag                          | 4 listopada 2022     | 20 maja 2022         |
| 190                                                        | Dobra strona żalu                         | The Benefit of Grief                     | 4 listopada 2022     | 20 maja 2022         |
| 191                                                        | Piąty złoczyńca                           | The Fifth Villain                        | 7 listopada 2022     | 20 maja 2022         |
| 192                                                        | Rada Kryształowego Króla                  | The Council of the Crystal King          | 7 listopada 2022     | 20 maja 2022         |
| Część 2                                                    |                                           |                                          |                      |                      |
| 193                                                        | Złowrogi cień                             | A Sinister Shadow                        | 8 listopada 2022     | 25 sierpnia 2022     |
| 194                                                        | Pajęczyna                                 | The Spider's Design                      | 8 listopada 2022     | 11 września 2022     |
| 195                                                        | Upadek Klasztoru                          | The Fall of the Monastery                | 9 listopada 2022     | 11 września 2022     |
| 196                                                        | Wewnętrzny mrok                           | Darkness Within                          | 9 listopada 2022     | 18 września 2022     |
| 197                                                        | Nadejście króla                           | The Coming of the King                   | 10 listopada 2022    | 21 września 2022     |
| 198                                                        | Powrót do Oka Prastarego                  | Return to Primeval's Eye                 | 10 listopada 2022    | 22 września 2022     |
| 199                                                        | Krysztastrofa                             | Crystastrophe                            | 11 listopada 2022    | 22 września 2022     |
| 200                                                        | Paprotka                                  | Christofern                              | 11 listopada 2022    | 22 września 2022     |
| 201                                                        | Lekcja gniewu                             | A Lesson in Anger                        | 14 listopada 2022    | 22 września 2022     |
| 202                                                        | Odważnie, ale niemądrze                   | Brave But Foolish                        | 14 listopada 2022    | 22 września 2022     |
| 203                                                        | W odwrocie                                | Quittin' Time!                           | 15 listopada 2022    | 22 września 2022     |
| 204                                                        | Powrót Lodowego Cesarza                   | Return of the Ice Emperor                | 15 listopada 2022    | 22 września 2022     |
| 205                                                        | Bezpieczna przystań                       | Safe Haven                               | 16 listopada 2022    | 30 września 2022     |
| 206                                                        | Kompatybilni                              | Compatible                               | 16 listopada 2022    | 30 września 2022     |
| 207                                                        | Sygnał ratunkowy                          | Distress Calls                           | 17 listopada 2022    | 30 września 2022     |
| 208                                                        | Kwestia zaufania                          | An Issue of Trust                        | 17 listopada 2022    | 30 września 2022     |
| 209                                                        | Forma Smoka                               | Dragon Form                              | 18 listopada 2022    | 30 września 2022     |
| 210                                                        | Korzenie                                  | Roots                                    | 18 listopada 2022    | 30 września 2022     |

## Odbiór
W 2012 roku reżyser Peter Hausner nominowany był za serial do nagrody Annie, przegrał jednak z reżyserem Simpsonów Matthew Nastukiem. Kompozytorzy Michael Kramer i Jay Vincent zdobyli BMI TV Music Award. W 2016 roku serial nominowany był do Kids Choice Awards jako najlepsza kreskówka, przegrał jednak na rzecz SpongeBoba Kanciastoportego.

## Inne produkty
W kwietniu 2011 roku na konsoli Nintendo DS ukazała się gra Lego Battles: Ninjago bazująca na pilotażowych odcinków serialu. W lipcu 2014 roku wydana została gra Lego Ninjago: Nindroids, zaś w marcu 2015 – Lego Ninjago: Shadow of Ronin. W czerwcu 2013 roku wytwórnia Warner Bros zamówiła film zrealizowany na podstawie serii zabawek Ninjago, którego premiera odbyła się 22 września 2017 roku. Scenariusz został napisany przez braci Hegemanów, scenarzystów Lego: Przygody oraz Lego Batman Film i znacząco różni się od serialu.